# 우도촌 (시즈오카현)
우도촌(有度村)은 시즈오카현의 서부, 우도군, 아베군에 속했있던 촌이다. 

## 역사
- 1889년 4월 1일 - 정촌제 시행에 의해 우도군 우도촌이 성립하였다.
- 1896년 4월 1일 - 군 개편에 의해 아베군에 속하게 되었다.
- 1955년 4월 1일 - 시즈오카시에 편입해, 동일 우도촌은 폐지되었다.
- 1958년 4월 1일 - 나카요시다, 히라자와 전역과 다니타의 일부, 나카노고 일부를 시미즈시에서 시즈오카시로 편입되었다. (시즈오카시에 편입된 '나카노고'는 구 미와촌의 '나카노고'와 유사하다는 이유로 1958년 11월 1일 '야요이정'으로  정 이름이 변경되었다).
- 2003년 4월 1일 - 시미즈시가 시즈오카시와 합병해 시즈오카시가 새롭게 성립하였다.
- 2005년 4월 1일 - 시즈오카시의 정령지정도시로 승격해 구 시미즈시 지역은 시미즈구, 구 시즈오카시 지역은 스루가구(극히 일부는 아오이구)가 되었다.

## 교통

### 철도
- 일본국유철도
  - 도카이도 본선
- 시즈오카 철도
  - 시즈오카 시미즈선

현재는 시즈오카 시미즈선 현립 미술관 앞 역이 구촌 구역 내에 있지만, 당시에는 미개업 상태였다.

### 도로
- 국도 제1호선

## 참고문헌
- 角川日本地名大辞典 22 静岡県